# Yin Anna
Yin Anna (chinesisch 尹安娜; * 23. März 1992 in Binzhou) ist eine ehemalige chinesische Leichtathletin, die sich auf den Hindernislauf spezialisiert hat.

## Sportliche Laufbahn
Erste internationale Erfahrungen sammelte Yin Anna im Jahr 2012, als sie über 3000 m Hindernis an den Olympischen Sommerspielen in London teilnahm und dort mit 10:09,10 min in der Vorrunde ausschied. Im Jahr darauf kam sie bei den Ostasienspielen in Tianjin nicht ins Ziel und 2014 wurde sie positiv auf Erythropoetin (EPO) getestet und daraufhin aufgrund der Anti-Dopingbestimmungen mit einer zweijährigen Wettkampfsperre belegt. 2017 wurde sie bei der Sommer-Universiade in Taipeh in 1:24:24 h 17. im Halbmarathon und beendete daraufhin ihre aktive sportliche Karriere im Alter von 25 Jahren.

## Persönliche Bestleistungen
- 5000 Meter: 15:55,54 min, 7. September 2013 in Shenyang
- Halbmarathon: 1:24:24 h, 27. August 2017 in Taipeh
- 3000 m Hindernis: 9:40,50 min, 11. Juli 2014 in Jinan